# Бойкінз (Вірджинія)
Бойкінз (англ. Boykins) — місто (англ. town) в США, в окрузі Саутгемптон штату Вірджинія. Населення — 516 осіб (2020).

## Географія
Бойкінз розташований за координатами 36°34′40″ пн. ш. 77°11′56″ зх. д. / 36.57778° пн. ш. 77.19889° зх. д. (36.577825, -77.198919).  За даними Бюро перепису населення США в 2010 році місто мало площу 1,80 км², уся площа — суходіл.

## Демографія
Згідно з переписом 2010 року, у місті мешкали 564 особи в 222 домогосподарствах у складі 151 родини. Густота населення становила 314 особи/км².  Було 270 помешкань (150/км²).
Расовий склад населення:
| - 58,9 % — білих - 38,7 % — чорних або афроамериканців - 0,4 % — корінних американців - 0,2 % — азіатів |

До двох чи більше рас належало 2,0 %. Частка іспаномовних становила 2,1 % від усіх жителів.
За віковим діапазоном населення розподілялося таким чином: 22,7 % — особи молодші 18 років, 56,4 % — особи у віці 18—64 років, 20,9 % — особи у віці 65 років та старші. Медіана віку мешканця становила 45,1 року. На 100 осіб жіночої статі у місті припадало 104,3 чоловіків;  на 100 жінок у віці від 18 років та старших — 95,5 чоловіків також старших 18 років.
Середній дохід на одне домашнє господарство  становив 60 821 долар США (медіана — 50 500), а середній дохід на одну сім'ю — 63 805 доларів (медіана — 56 607). За межею бідності перебувало 16,6 % осіб, у тому числі 24,2 % дітей у віці до 18 років та 1,0 % осіб у віці 65 років та старших.
Цивільне працевлаштоване населення становило 336 осіб. Основні галузі зайнятості: публічна адміністрація — 21,1 %, освіта, охорона здоров'я та соціальна допомога — 16,7 %, мистецтво, розваги та відпочинок — 14,0 %, роздрібна торгівля — 13,1 %.

## Клімат
Клімат у цій місцевості характеризується гарячим, вологим літом, та загалом лагідною, іноді холодною зимою. Згідно із системою класифікації кліматів Кеппена, Бойкінз має вологий субтропічний клімат, (скорочено — «Cfa») на кліматичних мапах.

## Історія
Джон Бойкін отримав у власність тракт на шляху до Северна, що в Північній Кароліні, розташований на південь від того місця, де пізніше виникне містечко. Він частково перебував на території Вірджинії, і частково — на території Північної кароліни. 1829 року Бойкін зі своєю дружиною продали землю та переїхали до Алабами. 1835 року Едвард Бітон, один з братів, що проживали в окрузі Айл-оф-Вайт поблизу річки Блеквотер, прибули в округ Саутгемптон та отримали у власність від Френсіса Рошелла тракт та ділянку землі, тепер відому як Бойкінз. Бітон, який проживав у Бойкінзі аж до самої смерті в 1880 році, вважається засновником містечка.

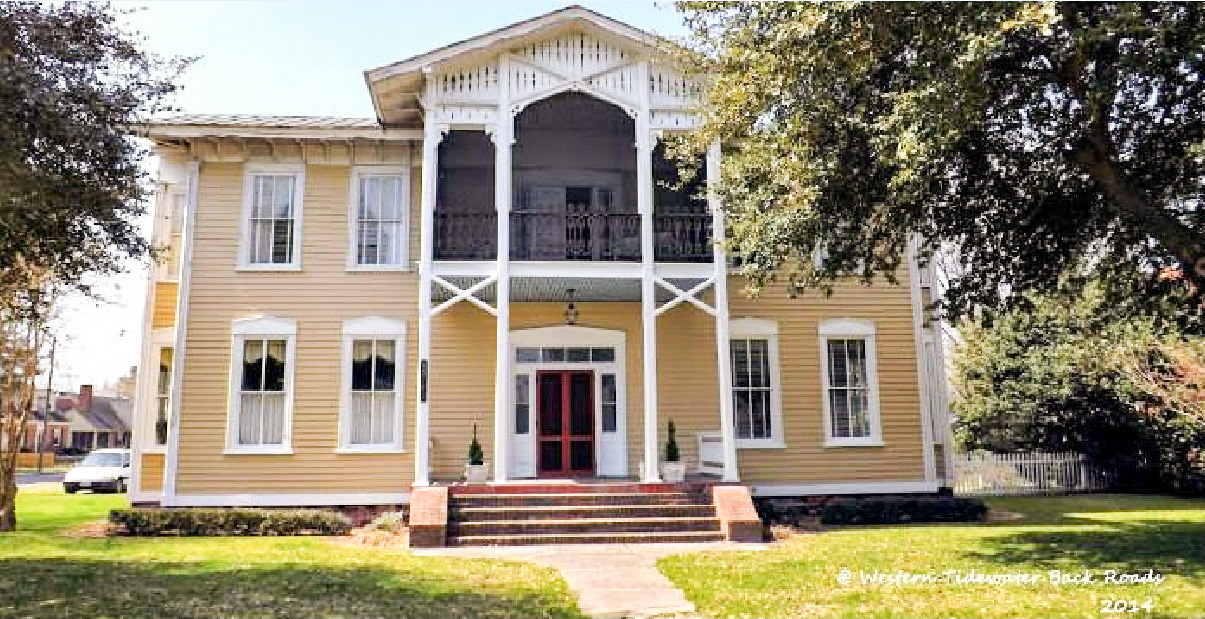
Будинок Бітона-Пауелла

Будинок Бітона-Пауелла 2008 року потрапив до Національного реєстру історичних місць. Побудований 1857 року, цей двоповерховий плантаційний будинок є житловою площею, яка сягає понад 370 м2, і ще близько 45 м2 займає ґанок. Ця резиденція має класичні характеристики стилю грецького Відродження: фронтальний портик із його фронтоноподібною лінією даху, яка підтримується чотирма колонами; його двостороння симетрія; кутові пілястри, що підтримують широкий антаблемент; дво- та чотирипанельні двері; чотирисекційні вікна, що складаються з двох половин, які відчиняються вертикально, а також п'ятидюймова дранка, якою оббитий фасад будинку. Великий навіс даху, підтримуваний масивними підпорами, свідчить про італійський архітектурний вплив. Каркас із фрезерованої деревини розташований на цегляному фундаменті. Всі вісім камінів із їхнім оточенням, відкрита підлога із соснових дощок, та більшість облицьованих стін, стель, архітектурних обломів та медальйонів, є деякими з тих речей, які збереглися незмінними. Оригінальна кухня, яка передувала будинку, все ще існує, але її дещо перемістили, винесли за межі території, до якої належить будинок. Натомість на цій території побудували іншу будівлю, яка слугує доповненням до будинку.
Будинок Бітона-Пауелла має багато прикрас, типових для італійської архітектури, але загалом належить у першу чергу до стилю грецького Відродження, який у свій період розквіту був також відомий як стиль національного, демократичного, або навіть американського грецького Відроження. Цей двоповерховий плантаційний будинок був побудований засновником містечка, Едвардом Бітоном, 1857 року на 600-акровому земельному тракті, відомому як «Бойкінз-Депо». Тепер будинок розташований на півакровій впорядкованій ділянці на північно-західному розі Мейн-стріт та Вірджинія-Авеню в містечку Бойкінз, округ Саутгемптон, штат Вірджинія. Три показні діагональні розкоси з'єднують між собою чотири спарені семидюймові квадратні колони зі згладженими кутами, які підтримують масивний, складний двоярусний центральний портик, увінчаний двосхилим дахом.